# 콜롬비아의 동성결혼
콜롬비아 헌법재판소는 2016년 4월 28일 동성결혼 금지는 위헌이라고 판결하여, 남아메리카에서 네번째로 동성결혼을 허용한 나라가 되었다. 콜롬비아는 앞서 헌법재판소의 판결에 의해 2007년부터 동성커플의 사실혼 관계를 인정하고 있다.

## 사실혼 관계
2007년 2월 7일 헌법재판소는 사실혼 관계의 법적 권리를 확장하여 동성커플에게도 공동 재산과 연금 수령 권리를 부여하였다. 이 권리범위는 2007년 10월부터 하급 법원의 판결에 따라 사회복지와 건강보험 분야로도 확장되었다. 이후 2009년 1월 28일 헌법재판소는 10여개 법 조항을 수정하여 이민법, 가족재산법, 배심원증언법 등 기존에는 이성커플에게만 부여되던 42여가지의 추가 혜택을 부여하게 된다. 2011년 4월 13일에 내려진 최종 판결을 통해 동성커플도 배우자 상속권을 가지게 되었다.
헌법재판소에 의해 인정된 사실혼 관계는 2년 이상 동거한 커플에게만 인정된다. 사실혼 관계는 판사나 공증인에게 정식으로 신고할 수도 안할 수도 있으며, 둘다 같은 의무와 권리를 같는다. 하지만 정식으로 등록된 사실혼 관계의 경우, 법적 권리를 찾는데에 좀 더 용이하다.
2011년 7월 26일 헌법재판소는 만장일치로 동성커플도 가족을 구성할 권리가 있으며, 입법부는 2년 후인 2013년 6월 20일까지 동성결혼 또는 그와 유사한 법을 제정해야할 의무가 있다고 명령했다. 만약 해당 시일까지 관련 법이 마련되지 않는다면 자동적으로 동성커플도 이성커플과 결혼 등 동일한 제도를 가질 수 있게 된다고 하였다.

## 시민결합 입법 시도
2007년 6월 15일 콜롬비아 하원의회는 동성커플을 위한 시민결합법을 찬성 62표 반대 43표로 가결하였고, 당시 콜롬비아 알바로 우리베 대통령도 법에 대한 지지를 밝혔다. 해당 법안은 4월 상원도 통과할 것으로 전망되었다. 하지만 6월 19일 일부 보수적 상원의원들이 당론에 반발하며 반대표를 던짐에 따라 전체의석 102석 중 반대 34표 찬성 29표로 부결되었다. 그에 따라 다음날 80여명의 LGBT 운동가들이 국회 앞에서 시위를 벌였다.
이후 2015년 3월 17일이 돼서야 아르만도 베네데티 상원의원 이 새 시민결합 법안을 입안하였다. 법안을 회기를 지나 자동파기되었고, 2015년 7월 30일 로이 바레라스 상원의원이 재입안하였다. 같은 날 두 상원의원은 공동으로 동성커플의 입양권리를 보장하는 법안을 발의하였다.

## 동성결혼

### 국회 발의
2011년에 있은 헌법재판소의 판결에 따라 4개의 법안이 국회에 상정되었다. 두 법안은 '결혼'이라는 단어를 사용하였고 다른 두 법안을 시민결합을 도입하는 내용이 골자였다.
2012년 10월 아르만도 베네데티 상원의원은 동성결혼 합법화를 위한 법안을 소개하였다. 후안 마누엘 산토스 대통령은 해당 법안에 찬성도 반대 의사도 표명하지 않았다. 상원 제1 위원회는 2012년 12월 4일 해당 법안을 통과시켰으나, 2013년 4월 24일 해당 법안은 상원에서 두번이나 표결 연기가 된 끝에 찬성 17표 반대 51표로 부결되었다. 두 거대 정당이 법안에 반대의사를 표명하였기 때문에 법안이 통과되지 못할 것이라는 관측이 있었다. 베네데티 상원의원은 표결 결과에 대해 강하게 비판하며 반대 입장에 선 상원의원들은 콜롬비아를 '콩코나 우간다, 볼리비아, 아이티 같은 나라로 만들길 원하는가 보다'고 비난했다.
상원 표결 하루 전, 호르헤 엔리크 벨레즈 공증기록감독관은 법원에서 정한 기일까지 국회가 법안을 마련하지 못하는 것에 대비해 법무부에서 공증인과 판사들을 위해 동성배우자에 대한 법적 인정 계약서 가이드라인을 마련해야한다고 촉구했다. 2013년 4월 18일 콜롬비아 공증협회는 자체적인 '동거관계' 가이드라인을 마련하였다. 결국 2013년 6월 20일까지 국회에서 법안이 제정되지 못하자 전국의 공증인은 이 가이드라인에 따라 '동거관계' 증명서를 발급하기 시작하였으나, LGBT단체는 '동거관계'는 콜롬비아 국내법에 존재하지 않는 제도라며 해당 증명서를 발급받지 말 것을 조언했다. 다음날인 21일 다수의 동성커플들은 법원에 정식 결혼증명서 발급을 부탁하였다.
2013년 7월 4일 보고타 민사 법원은 한 게이커플에게 합법적으로 결혼한 관계라고 판결 내림에 따라 콜롬비아의 첫 동성결혼의 사례가 되었다.
2013년 9월 다른 두 민사 법원도 동성커플에게 결혼증명서를 발급하였다. 보수단체는 이해 반발해 항소를 냈으나, 10월 보고타 고등법원에 의해 적법한 결혼임을 재확인 받았다. 결국 콜롬비아 감찰청장은 2015년 2월 헌법재판소에 모든 동성결혼을 무효로 해달라고 요청하면서 동성결혼이 다시 한번 시험대에 오르게 되었다.
2015년 5월 후안 페르난도 크리스토 내부부 장관은 콜롬비아 정부가 동성결혼을 지지한다고 밝혔다. 정부의 발표는 다국적 동성커플이 스페인 등에서 발급받은 결혼증명서를 콜롬비아에서도 인정해달라고 정식으로 소송을 진행한지 하루만에 나온 것이다.
2015년 7월 30일 베네데티 상원의원은 동성결혼 법안을 발의했다. 상원의 제 1위원회는 2015년 12월 9일부터 법안 검토에 들어갔다.

### 해외에서 치루어진 동성결혼 인정
콜롬비아 정부는 2016년 3월부터 다른 독립국가에서 합법적으로 치루어진 동성결혼을 국내에서도 인정하기 시작했다. 결혼증명서와 신분증을 관청에 가져가면 동성부부도 이성부부와 동일한 비자와 건강보험, 상속, 연금 지급 권리 등을 보장받는다.

### 헌법재판소 판결
2016년 3월 헌법재판소의 호르헤 이그나시오 프레텔트 재판관은 판결문 초안을 대중에 공개하였다. 공개된 판결문 초안은 결혼이 남성과 여성사이에서만 가능하며 동성결혼의 합법화 여부는 콜롬비아 의회의 결정에 달려있다는 것이였다. 헌법재판소는 2016년 4월 7일 6대 3의 의견으로 해당 제안을 거부했다. 알베르토 로하스 리오 재판관은 새로운 판결 제안서 작성 작업에 들어갔으며, 동성결혼을 인정하는 다수의견을 따를 것으로 예측되었다. 2015년 4월 28일 헌법재판소는 6대 3 판결에서 '동성결혼은 합헌이다'고 판결하였다. 판결문은 2013년 6월 20일 이후 발급된 모든 종류의 동성커플을 위한 법적 계약, 증명서 등이 적법한 결혼증명서로 공식 인정되어야 한다고 명령했다. 즉 2013년 6월 20일부터 2016년 4월 헌법재판소의 판결 사이에 해당 증명서등을 발급받은 부부들은 결혼증명서를 재발급받을 필요가 없다.
마리아 빅토리아 칼레 헌법재판소장은 법원 연설에서 '모든 인간은 헌법과 법 아래 성적지향과 관계없이 자유롭고 독립적으로 가족을 구성하고 유지할 동등한 권리를 갖는다'라고 말했다. 헌법재판소의 판결에 따라 콜롬비아의 모든 판사, 공증인, 서기는 '국민들의 기본권리를 준수하고 동등한 대우를 받는지 반드시 보장해야한다'는 지시가 떨어졌다. 헌법재판소의 판결이 전국에서 공식적으로 시행되는 데에는 30여일 정도 걸릴 것으로 예정된다.

## 여론
2009년 12월부터 2010년 1월 사이 콜롬비아의 수도 보고타에서 실시된 여론조사에 따르면 시민의 63%가 동성결혼에 찬성을, 36%가 반대하는 것으로 나타났다. 세부 조사 결과에 따르면 여성과 고학력자에게서 동성결혼 찬성율이 더 높았다.
2012년 11월 전국 여론조사에서는 국민의 28%만이 동성결혼에 찬성하였다.
퓨리서치 센터에 따르면 2013년 11월 28일부터 2014년 3월 4일 사이에 실시된 여론조사에서 콜롬비아인 28%가 동성결혼에 찬성을 64%가 반대하는 것으로 나타났다고 한다.